# Beta Centauri
Beta Centauri (β Centauri, β Cen), também conhecida como Hadar ou Agena, é a segunda estrela mais brilhante da constelação de Centaurus e a décima mais brilhante do céu, com uma magnitude aparente de 0,60. Está a uma distância de 361 anos-luz (110,6 parsecs) da Terra.
Beta Centauri é um sistema estelar triplo composto por duas estrelas de classe B próximas, que formam uma binária espectroscópica de linha dupla (Beta Centauri Aa e Ab), e uma terceira estrela mais afastada, que provavelmente também é de classe B (Beta Centauri B).

## Observação
Beta Centauri tem uma magnitude aparente visual de 0,60, sendo facilmente visível a olho nu mesmo em regiões urbanas com bastante poluição luminosa. É a décima ou 11ª estrela mais brilhante do céu noturno (dependendo do brilho de Betelgeuse, que é variável) e a segunda mais brilhante da constelação de Centaurus. Seu índice de cor B-V de -0,22 indica que tem uma coloração azul-branca, típica de estrelas de classe B. Está a apenas 4,5° de Alpha Centauri, a estrela mais brilhante da constelação e terceira do céu. As duas estrelas são conhecidas como "ponteiros" até o Cruzeiro do Sul; uma reta passando por elas passa a menos de um grau de Gacrux, a estrela no topo da Cruz. A reta que passa por Gacrux e Acrux é frequentemente usada para determinar o sul.
Com base em uma declinação de -60°, Beta Centauri pode ser vista de todo hemisfério sul, sendo circumpolar a sul do paralelo 30 S. No hemisfério norte a estrela é visível apenas a sul do paralelo 30 N. Sua data de culminação às 21h é 7 de junho e à meia-noite é 23 de abril.

## Sistema
O sistema Beta Centauri é formado por três estrelas: Beta Centauri Aa, Ab, e B. Beta Centauri Aa e Ab formam um par binário próximo, designado Beta Centauri A, que consiste de duas estrelas massivas de luminosidade similar. Beta Centauri B é uma companheira visual mais distante e menos luminosa.
A natureza múltipla do sistema foi descoberta em 1935 por Joan Voûte, que observou Beta Centauri B a uma separação de 1,2 segundos de arco da estrela primária, dando-lhe a designação Vou 31. Observações mais recentes por interferometria indicam que a separação do sistema caiu consideravelmente desde então, para 0,4 segundos de arco em 2014. O arco orbital observado é pequeno demais para a determinação de parâmetros orbitais, mas com base em uma excentricidade orbital estimada entre 0,5 e 0,9, é inferido que a estrela tenha um período orbital entre 125 e 220 anos, semieixo maior entre 0,75 e 1,0 segundo de arco e inclinação de 118 a 130°. Não se sabe muito sobre Beta Centauri B. Com base em uma magnitude aparente de 3,95, ela deve ser uma estrela de classe B intermediária.
A variabilidade da velocidade radial de Beta Centauri A é conhecida desde 1917. Em 1967, foi sugerido que ela poderia ser uma binária espectroscópica. Isso foi confirmado em 1999, quando os componentes Aa e Ab foram observados separadamente por interferometria. Eles compõem uma binária espectroscópica de linha dupla, o que significa que são visíveis as linhas espectrais de ambos os componentes, que variam pelo efeito Doppler conforme cada um se aproxima e se afasta da Terra ao longo de sua órbita. A primeira solução orbital foi publicada em 2002, revelando componentes de massa similar em uma órbita altamente excêntrica. Nos anos seguintes, a partir da combinação de observação espectroscópicas e interferométricas, a massa dinâmica das estrelas pôde ser medida diretamente.
O par está orbitando o centro de massa do sistema com um período de 356,915 dias e um semieixo maior de 25,15 milissegundos de arco, o que equivale a uma distância média de 2,782 UA entre as estrelas. A órbita tem uma alta excentricidade de 0,8245 e está inclinada em 67,68° em relação ao plano do céu. Ela é conhecida com exatidão suficiente para permitir o cálculo da distância ao sistema de forma mais precisa que as medições diretas do satélite Hipparcos; esse método, conhecido como paralaxe dinâmica, fornece um valor de 361 anos-luz (110,6 parsecs), com uma incerteza de apenas 0,5%.
| Período                      | 356,915 ± 0,015 dias  |
| Excentricidade               | 0,8245 ± 0,0006       |
| Argumento do periastro       | 60,87+0,26 −0,25°     |
| Inclinação                   | 67,68 ± 0,12°         |
| Longitude do nó ascendente   | 108,80+0,14 −0,15°    |
| Velocidade radial do sistema | 9,59+0,23 −0,21 km/s  |
| Semiamplitude do primário    | 62,9 ± 0,6 km/s       |
| Semiamplitude do secundário  | 72,35+0,30 −0,29 km/s |
| Semieixo maior               | 25,15+0,09 −0,08 mas  |
| Semieixo maior               | 2,782 ± 0,011 UA      |

## Propriedades
O componente A é geralmente classificado com um tipo espectral de B1 III, o que indicaria que consiste de estrelas evoluídas na fase de gigantes. No entanto, a uma idade estimada de 14,1 milhões de anos, é previsto que ambas as estrelas ainda estejam na sequência principal, tendo passado menos de metade do tempo total de permanência nessa fase. São estrelas muito semelhantes com massas de 12,0 e 10,6 vezes a massa solar, denominadas Beta Centauri Aa e Ab respectivamente. Como ambas têm o mesmo tipo espectral, é assumido que tenham a mesma temperatura efetiva, que foi estimada em cerca de 25 000 K. Da mesma forma, possuem a mesma gravidade superficial. A metalicidade das estrelas é próxima da solar.
Uma diferença notável entre as estrelas está na taxa de rotação; o componente Aa está girando com uma velocidade de rotação projetada (v sin i) significativamente maior de 190 ± 20 km/s, contra 75 ± 15 km/s para o componente Ab. Assumindo que os eixos de rotação são perpendiculares ao plano orbital, esses valores correspondem a uma velocidade de rotação real de 200-250 km/s para a estrela primária e 70-120 km/s para a secundária. Um campo magnético de intensidade incerta foi detectado no componente Ab, o que pode estar relacionado com sua rotação mais lenta.
Beta Centauri A é uma estrela variável do tipo Beta Cephei, sendo a estrela desse tipo mais brilhante do céu. O estudo da variabilidade do sistema é complicado pelo fato de a estrela ser binária, sendo difícil atribuir uma variação específica a algum componente. Um estudo de 2006 encontrou dois períodos de variação, de 0,135 e 0,220 dias, e atribuiu ambos ao componente primário. Mais recentemente, em 2016, outro estudo detectou até 19 períodos de variação, que variam entre 0,084 e 2,827 dias. Os autores não conseguiram concluir a origem de cada um, mas notaram que nenhum dos componentes sozinho é capaz de explicar o espectro de frequências. A partir da natureza das frequências, Beta Centauri A foi classificada como uma estrela híbrida β Cephei/SPB (estrela B pulsante lenta).
É possível que Beta Centauri seja membro do subgrupo Centaurus Inferior-Crux da associação Scorpius–Centaurus, a associação OB mais próxima do Sol. O subgrupo Centaurus Inferior-Crux é o mais próximo dentre os subgrupos da associação (distância média de 110-120 pc) e tem uma idade aproximada de 12-17 milhões de anos. Medições astrométricas pelo satélite Hipparcos mostraram inconsistências entre o movimento próprio de Beta Centauri e o do grupo, sugerindo que a estrela não pertence a ele. No entanto, isso pode ser causado pelo fato de Beta Centauri ser uma estrela binária. Ademais, é considerado improvável que uma estrela de classe B com massa, idade e distância adequadas ao grupo esteja nessa região do espaço por coincidência.

## Nomenclatura
β Centauri é a designação de Bayer para esta estrela.
Esta estrela tem os nomes tradicionais Hadar ou Agena. Hadar vem do árabe e significa "solo", podendo se referir a sua proximidade ao horizonte (há 1000 anos, na região de Cairo, esta estrela era observada a no máximo 4° do horizonte), enquanto Agena pode vir do latim e significar "joelho" (em referência à posição da estrela na constelação). Em 2016, a União Astronômica Internacional organizou um grupo para catalogar e padronizar nomes próprios estelares; em 21 de agosto de 2016, foi aprovado o nome Hadar para esta estrela.
Na astronomia chinesa, Beta Centauri é a primeira estrela do asterismo conhecido como 馬腹 (Mǎ Fù), o que significa Abdômen do Cavalo. Consequentemente, β Centauri em si é conhecida como 馬腹一 (Mǎ Fù yī, em português:  a Primeira Estrela do Abdômen do Cavalo.). A partir desse nome chinês surgiu a designação Mah Fuh para esta estrela.
Algumas tribos aborígenes viam Alpha e Beta Centauri como dois irmãos, chamados Bermbermgle, que mataram com uma lança o emu Tchingal (representado pela Nebulosa do Saco de Carvão).